# Петрашко Ігор Ростиславович
Ігор Ростиславович Петрашко (нар. 6 жовтня 1975, м. Стрий) — український економіст, громадсько-політичний діяч. Міністр розвитку економіки, торгівлі та сільського господарства України з 17 березня 2020 року до 18 травня 2021.

## Життєпис
Народився 6 жовтня 1975 року в місті Стрий Львівської області.

### Освіта
Закінчив Львівській політехнічний інститут (бакалавр, бізнес-адміністрування).[джерело?]
Навчався за програмою обміну в Британії, стажувався в Карловому університеті в Празі (Чехія), отримав диплом MBA бізнес-школи при університеті Вандербільта у США.[джерело?]
Отримав кваліфікацію юриста у Львівському національному університеті ім. Франка.[джерело?]

### Кар'єра
Почав працювати консультантом з корпоративної реструктуризації в групі компаній TACIS (Україна).[джерело?]
2001—2002 — працював у енергетичній сфері в компанії Enron (США)
2002—2004 — старший консультант у GlobalSpec (США), відповідав за планування й фінанси.
2004—2007 — керував консультаційною групою по M&A у київському представництві компанії Ernst & Young, партнер консалтингового бізнесу компанії.
2007—2013 — очолював інвестиційно-банківське управління, був директором інвестиційної компанії «Трійка Діалог Україна» (дочірна компанія російського «Тройка Диалог»), звідки перейшов до департаменту корпоративного бізнесу в «Сбербанку Росії» в Україні.
З квітня 2013 року працював в українському аграрному холдингу Ukrlandfarming, що належить Олегу Бахматюку.
Призначався співголовою Національної тристоронньої соціально-економічної ради.

### Політика
З 17 березня 2020 року — міністр розвитку економіки, торгівлі та сільського господарства України за поданням прем'єра Дениса Шмигаля. Член Національної інвестиційної ради (з 14 серпня 2020).
14 травня 2021 року разом із міністром інфраструктури Владиславом Криклієм подав заяву про відставку. 18 травня 2021 року Верховна Рада проголосувала за відставку Петрашка. Рішення підтримали 280 депутатів.

## Критика
Підставою для критики міністра Петрашко стала кадрова політика в міністерстві: він призначив тимчасовим в.о. голови правління Державної продовольчо-зернової корпорації (ДПЗКУ) колишнього депутата Миколаївської обласної ради від партії «Батьківщина» Андрія Власенка, якого звільнили з держпідприємства «Укрліктрави». Власенку встановили посадовий оклад у розмірі ~230 тис. грн.
Також за пропозицією Петрашка, в.о. керівника Державної служби праці став Віталій Сажієнко, який до липня 2019 року працював заступником директора ДПЗКУ. Після ротації з'явилося чимало повідомлень про незаконні призначення на посади територіальних управлінь. Вже щонайменше в 7 областях чиновники судяться з Держпрацею щодо незаконних звільнень або скасування конкурсів з призначень.

## Сім'я
- Дружина Світлана Петрашко.
- Два сини: Матвій та Максим.
- мати — Лідія Ярославівна.
- батько — Ростислав Миколайович.